# Lingua mochena
La lingua mòchena (nome nativo Bersntoler sproch, in tedesco Fersentalerisch o Mochenisch) è una lingua appartenente al gruppo delle lingue tedesche superiori, parlata in tre dei quattro comuni italiani siti della valle dei Mòcheni (o valle del Fersina, Bersntol), in provincia di Trento: Fierozzo (Vlarötz), Frassilongo (Garait) e Palù del Fersina (Palai en Bersntol); in forma minoritaria è parlata anche nel quarto comune della valle, Sant'Orsola Terme (Oachpergh), nonché da poche persone nel comune di Ronchi Valsugana e di Pergine Valsugana, soprattutto nelle frazioni situate all'imbocco della Valle dei Mòcheni.

## Etimologia
Il termine "mòcheno" è un esoetnico, ossia un nome attribuito ad un gruppo di persone da altri, esterni a tale gruppo. Popolarmente, il termine veniva ricondotto al verbo mòchen ("fare"), secondo uno schema comune per cui un gruppo di persone viene chiamato con una frase tipica del suo parlato (come accade ad esempio anche con i "vucumprà").
Si tratta però di una paretimologia: il termine "mòcheno" è infatti da ricondurre ad un gruppo di vocaboli indicanti, generalmente in senso dispregiativo, gli abitanti della montagna di lingua tedesca, come mòch in Val di Fassa, much in Veneto e Friuli, e tamocco e/o mauco in Alto Adige; etimologicamente, risalgono tutti ad un termine indicante il proprietario di un maso. Tutti questi termini derivano dalla parola del medio alto tedesco (tra 1050 e 1350) "der mocke", usata per indicare "persone rozze e incolte".

## Storia

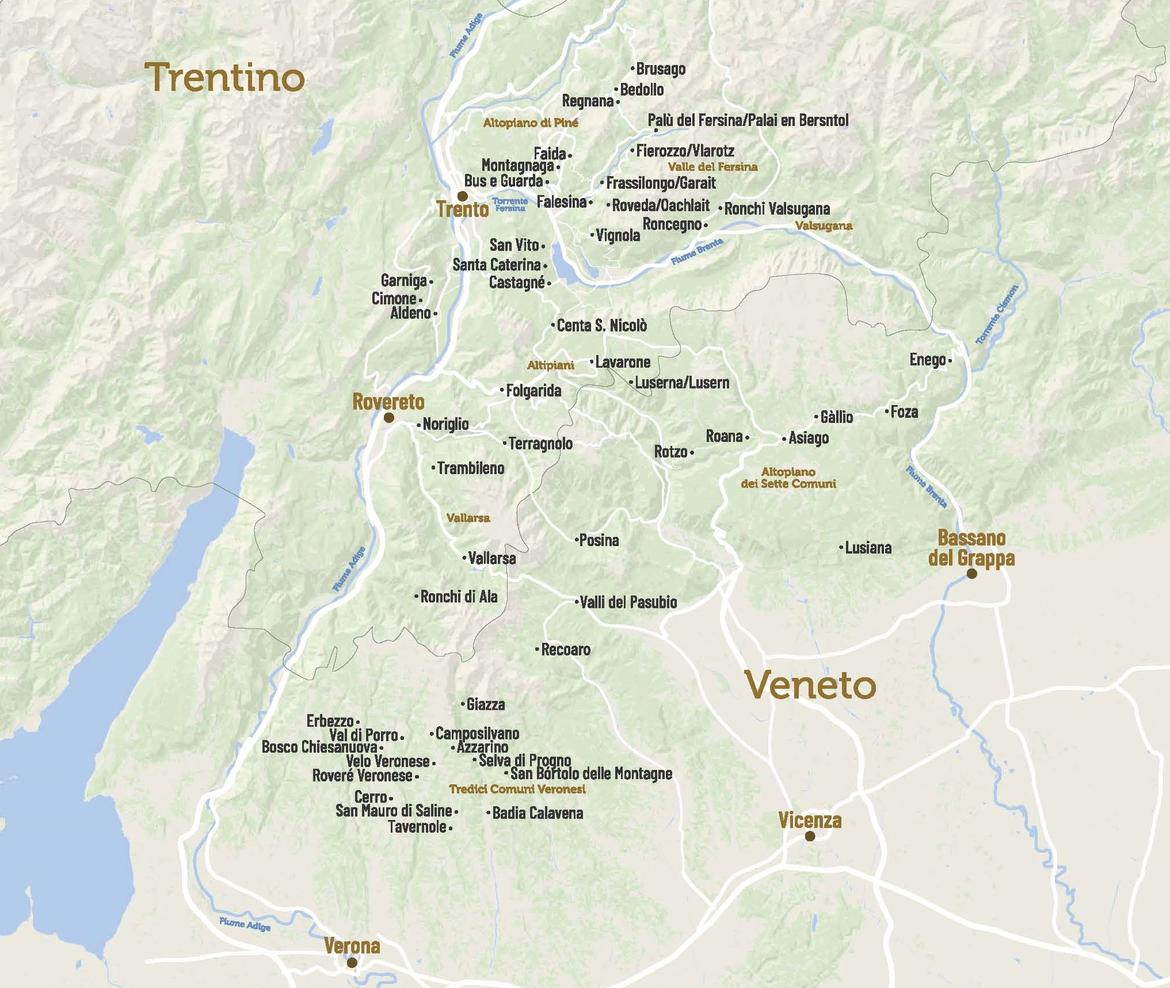
Insediamenti germanici sec. XI-XIV nelle Alpi centro-orientali

Sembra essere una diretta derivazione dell'alto tedesco antico importato nel Medioevo, alla fine del XIII secolo. L'origine sembra vada fatta risalire ad un'immigrazione di coloni tedeschi, chiamati dai signori feudali di Pergine allo scopo di rendere produttiva una zona fino ad allora scarsamente antropizzata. Tale immigrazione non rappresentò un fatto isolato, trovando corrispondenza in analoghi fenomeni documentati per altre località della Valsugana e, più in generale, per tutto il Trentino orientale.
Specificatamente per la valle dei mòcheni, è stato rilevato che il flusso migratorio che ha più influito sull'attuale lingua in uso, deve essere fatto risalire ai primi coloni del 1200-1300 (detti roncadori) e non, come a volte si pensa, a quello successivo del 1400-1500 dei minatori (knoppen). Questo perché il contributo linguistico dato dai secondi, ha lasciato molte meno tracce nella lingua attualmente usata, rispetto al primo flusso medievale.
La provenienza dei coloni mòcheni, nel tempo, è stata variabile, principalmente da territori germanofoni, ma non solo; molti di essi provenivano dall'attuale Tirolo austriaco, dalla Baviera, ma anche da altri territori trentini germanofoni (Altipiani Cimbri), in parte dalla Boemia ed infine, in misura minore, anche da zone di lingua romanza, come Vicenza, Bologna e Bergamo.
Dopo la repressione dell'epoca fascista, con la proibizione dell'uso della lingua germanica, e dopo il disinteresse del secondo dopoguerra, solo a partire dagli anni sessanta si è avuta una lenta rivalutazione di questa e delle altre minoranze linguistiche presenti nell'ambito della provincia di Trento. La lingua è stata ufficialmente riconosciuta con la legge provinciale del 1987 che sancisce la nascita dell'Istituto culturale mòcheno-cimbro.

## Diffusione
Sono state censite 2 278 persone parlanti nel 2001, nel 2011 il numero è sceso a 1 660 e a 1 397 nel 2021.
Alcuni cognomi tuttora presenti in trentino, sono di origine mòchena, come: Corn, Campregher, Gozzer, Iobstraibizer, Marchel, Moltrer, Oberosler, Pompermai(j)er, Rodler, Froner, Laner, Puecher (Fierozzo-Frassilongo), Moar, Pallaver (Palù), Bort, Broll-Brol (Sant'Orsola Terme).
La lingua mòchena a sua volta si può distinguere in tre diverse sotto varianti, la variante di Palù, di Fierozzo e quella di Roveda, che possono differire sia in alcuni termini che nell'accento.

## Caratteristiche e tutela
Il mocheno non va confuso col cimbro, lingua peraltro di origini affini, parlata in un'area del Trentino (a Luserna) e in parte nelle province di Vicenza, Verona, Belluno e Treviso (nel Cansiglio). Dal 2004 l'Istituto che cura la conservazione, lo sviluppo della lingua e della cultura mòchena si è distaccato dall'analoga istituzione che opera a Luserna per il cimbro.
La lingua mochena è oggetto di protezione e diffusione culturale da parte dell'Istituto culturale mocheno (Bersntoler Kulturinstitut).
Strumenti di diffusione e mantenimento della lingua sono i corsi che annualmente, grazie a iniziative degli enti locali, vengono organizzati anche per adulti, gratuiti, suddivisi in tre diverse difficoltà, base, intermedio e avanzato.

## Esempio di testo
Questo è il testo del Padre nostro:
Voter inger en himbl,

gahailegt kimmp der dai’ Nu’m,

der dai’ raich schellt kemmen,

der dai’ billn schellt tschechen,

en himbl abia as de eart.

S proat van òllto gib ins hait.

Ont vargib ins de inger schuld,

abia aa biar vargem sa en de ingern schuldeger.

Tua’ ins nèt varviarn,

over moch ins vrai van tschlècht.

Amen.
Padre nostro, che sei nei cieli,

sia santificato il Tuo nome.

Venga il tuo regno,

sia fatta la Tua volontà,

come in cielo, così in terra.

Dacci oggi il nostro pane quotidiano

e rimetti a noi i nostri debiti,

come noi li rimettiamo ai nostri debitori.

E non ci indurre in tentazione,

ma liberaci dal male.

Amen.
(Voter inger)